# ياسمينا العبد
ياسمينا العبد (ولدت في 8 يونيو 2006) هي ممثلة ومغنية مصرية-سويسرية. عُرفت على التلفاز من خلال أدوارها في مسلسل نتفليكس "البحث عن عُلا".

## النشأة
ولدت ياسمينا في سويسرا لعائلة مصرية.  وتحمل أيضًا الجنسية الأمريكية، لكنها تُعرّف عن نفسها باختصار على أنها مصرية-سويسرية. نشأت في سويسرا قبل أن تنتقل إلى دبي في سن العاشرة. وقد عاشت لاحقًا في القاهرة ولندن. تتحدث العبد الإنجليزية والفرنسية وعدة لهجات من اللغة العربية. التحقت بمدرسة الفنون الأدائية "Diverse Performing Arts School" في دبي، كما أخذت دروس تمثيل في لندن.
بعد مشاركتها في عدد من الإعلانات وبطولتها للفيلم القصير "ظل القاهرة" عام 2019 وهي في سن الثانية عشرة، أصدرت ياسمينا ثلاث أغانٍ بوب في عام 2020: "مش مختلفين"، "24 قيراط"، و"سوا سوا". بعدها، شاركت لأول مرة في فيلم طويل في الكوميديا-الدراما "بنات عبد الرحمن" للمخرج الأردني زيد أبو حمدان في عام 2021. كُتب الدور لفتاة تبلغ من العمر 15 عامًا، وكانت العبد تبلغ 12 عامًا فقط عندما تم قبولها في تجارب الأداء.
في عام 2022، ظهرت لأول مرة على التلفاز من خلال دورين رئيسيين: زينة في مسلسل نتفليكس الكوميدي-الدرامي "البحث عن عُلا" مع هند صبري، والأميرة صفية في الموسم الأول من المسلسل الخيالي "ثيودوسيا" الذي تدور أحداثه في لندن، وهو مقتبس من سلسلة روايات أطفال للكاتبة روبن لافيرز، وبطولة إلويس ليتل. تم عرض المسلسل على منصات مثل HBO Max وCBBC وGloboplay. كما ظهرت العبد أيضًا مع هند صبري في فيلم "فضل ونعمة" من إخراج رامي إمام. وفي العام التالي، شاركت في فيلم "سكر" إلى جانب حلا الترك بدور ضمن طاقم العمل.
وقد أدت دور "فرح" في مسلسل رمضان 2024 "مسار إجباري"، وشاركت في مجموعة أفلام قصيرة تحت عنوان "In Bloom". في نفس العام، ظهرت ياسمينا ضمن قائمة "فوربس الشرق الأوسط" لـ30 تحت سن 30 في فئة النجوم الرقميين. كما قدمت أول عروضها المسرحية في الرياض في مسرحية "بني آدم".

### التليفزيون
| السنة | العنوان      | الدور | ملاحظة |
| ----- | ------------ | ----- | ------ |
| 2022  | البحث عن علا | زينة  |        |
| 2022  | ثيودوسيا     | صفية  |        |
| 2022  | أحلام سعيدة  | حبيبة |        |
| 2024  | مسار اجباري  | فرح   |        |
| 2025  | لام شمسية    | زينة  |        |

## وصلات خارجية
- ياسمينا العبد على موقع IMDb (الإنجليزية)
- ياسمينا العبد على موقع الدهليز
- ياسمينا العبد على موقع قاعدة بيانات الأفلام العربية